# Astiphromma scutellatum
Astiphromma scutellatum är en stekelart som först beskrevs av Johann Ludwig Christian Gravenhorst 1829.  Astiphromma scutellatum ingår i släktet Astiphromma och familjen brokparasitsteklar. Arten är reproducerande i Sverige. Inga underarter finns listade.